# Шенк, Август (ботаник)
Йозеф Август Шенк (нем. Joseph August Schenk, 1815 — 1891) — немецкий ботаник, профессор ботаники, миколог и палеонтолог.

## Биография
Йозеф Август Шенк родился в 1815 году в городе Халлайн.
Он изучал в Мюнхене, Эрлангене, Вене и Берлине естествознание и медицину.
Шенк преподавал ботанику в Мюнхене и Вюрцбурге, где в 1845 году он был профессором ботаники.
В 1868 году Шенк работал в Лейпцигском университете, где, среди прочего, руководил ботаническим садом.
Йозеф Август Шенк умер в 1891 году в Мюнхене.
В его честь назван род растений Шенкия (Schenkia Griseb., 1853)

## Научная деятельность
Йозеф Август Шенк специализировался на семенных растениях, а также на окаменелостях и на микологии.

## Научные работы
- Über das Vorkommen kontraktiler Zellen im Pflanzenreich (Würzb. 1858).
- Algologische Mitteilungen (in den Verhandlungen der Physikalisch-Medizinischen Gesellschaft zu Würzburg, Bd. 8 und 9).
- Beiträge zur Flora der Vorwelt (Kassel 1863).
- Beiträge zur Flora des Keupers und der rätischen Formation (Bamb. 1864, mit 8 Tafeln).
- Die fossile Flora der Grenzschichten des Keupers und Lias Frankens (Wiesb. 1865—1867, mit 45 Tafeln).
- Die fossile Flora der nordwestdeutschen Wealdenformation (Kassel 1871, mit 22 Tafeln).
- Pflanzen aus der Steinkohlenformation und jurassische Pflanzen aus China (in Richthofens China, Bd. 4, 1882).
- Handbuch der Botanik (Bresl. 1879—1886, 3 Bde.).
- Die fossilen Pflanzenreste, 1888.
- Mitteilungen aus dem Gesamtgebiet der Botanik (Leipz., 1871—1875).
- Handbuch der Paläontologie.